# Бережанська міська рада
Бережа́нська міська́ ра́да — адміністративно-територіальна одиниця і орган місцевого самоврядування в Тернопільській області. Адміністративний центр — місто обласного значення Бережани.

## Загальні відомості
- Бережанська міська рада утворена 1939 року.
- Територія ради: 5,8 км²
- Населення ради: 18 872 особи (станом на 2001 рік)
- Водоймища на території, підпорядкованій даній раді: річка Золота Липа, Бережанський став.

## Населені пункти
- м. Бережани
- с. Лісники — колись утворювало окрему сільську раду, згодом дві адміністративно-територіальні одиниці було об'єднано;
- с. Рай — об'єднано в адміністративно-територіальну одиницю із збереженням статусу села.
- с. Посухів — об'єднано у 2018 р. в ОТГ зі збереженням статусу села.

### Колишні населені пункти[1]
1. село Адамівка до приєднання до міста Бережани підпорядковувалося Бережанській міській раді;
2. хутір Жорниська входив до Лісниківської сільради;
3. хутір Монастир входив до Лісниківської сільради;
4. хутір Штирнастівка входив до Лісниківської сільради.

## Склад ради
Рада складається з 26 депутатів та голови.
- Міський голова : Бортник Ростислав Богданович

### Депутати
За результатами місцевих виборів 2010 року депутатами ради стали:

#### За суб'єктами висування
| Суб'єкт висування                                       | Кількість обраних депутатів | %    |
| ------------------------------------------------------- | --------------------------- | ---- |
| Політична партія «Наша Україна»                         | 9                           | 25   |
| Політична партія Всеукраїнське об'єднання «Свобода»     | 8                           | 22,2 |
| Політична партія Народний Рух України                   | 6                           | 16,7 |
| Українська Народна Партія                               | 5                           | 13,9 |
| Партія регіонів                                         | 2                           | 5,6  |
| Політична партія Всеукраїнське об'єднання «Батьківщина» | 2                           | 5,6  |
| Політична партія «Фронт Змін»                           | 2                           | 5,6  |
| Єдиний Центр                                            | 1                           | 2,8  |
| Політична партія «Українська платформа»                 | 1                           | 2,8  |

#### За округами
| № округу                                                | Прізвище, ім'я, по батькові       | Дата визнання обраним | Освіта  | Партійна приналежність                        | Відомості про обраного депутата                                   |
| ------------------------------------------------------- | --------------------------------- | --------------------- | ------- | --------------------------------------------- | ----------------------------------------------------------------- |
| Єдиний Центр                                            |                                   |                       |         |                                               |                                                                   |
| б/м                                                     | Зорик Василь Петрович             | 02.11.2010            | вища    | член Єдиного Центру                           | Державний історико-архітектурний заповідник м. Бережани, директор |
| Партія регіонів                                         |                                   |                       |         |                                               |                                                                   |
| б/м                                                     | Видойник Галина Іванівна          | 02.11.2010            | вища    | позапартійна                                  | пенсіонер                                                         |
| б/м                                                     | Кашараба Олеся Василівна          | 02.11.2010            | вища    | член Партії регіонів                          | фізична особа-підприємець                                         |
| Політична партія Всеукраїнське об'єднання «Батьківщина» |                                   |                       |         |                                               |                                                                   |
| б/м                                                     | Русиняк Михайло Омелянович        | 02.11.2010            | вища    | член Всеукраїнського об'єднання «Батьківщина» | Бережанський агротехнічний інститут, викладач                     |
| б/м                                                     | Береговський Леонід Володимирович | 02.11.2010            | вища    | член Всеукраїнського об'єднання «Батьківщина» | Бережанський агротехнічний інститут, викладач                     |
| Політична партія Всеукраїнське об'єднання «Свобода»     |                                   |                       |         |                                               |                                                                   |
| б/м                                                     | Ганич Ігор Миронович              | 02.11.2010            | вища    | член Всеукраїнського об'єднання «Свобода»     | фізична особа-підприємець                                         |
| б/м                                                     | Венчур Олег Любомирович           | 02.11.2010            | вища    | член Всеукраїнського об'єднання «Свобода»     | Юридична Консультація «Ваш Юрист», фізична особа-підприємець      |
| б/м                                                     | Колісник Василь Володимирович     | 02.11.2010            | вища    | член Всеукраїнського об'єднання «Свобода»     | Директор Агенції нерухомості «Арка», фізична особа-підприємець    |
| б/м                                                     | Криворучка Сергій Володимирович   | 02.11.2010            | вища    | член Всеукраїнського об'єднання «Свобода»     | ТОВ «Мегаком», директор                                           |
| 11                                                      | Михайлевич Петро Васильович       | 02.11.2010            | вища    | член Всеукраїнського об'єднання «Свобода»     | База «Львівська політехніка», директор                            |
| 12                                                      | Бойко Марія Іванівна              | 02.11.2010            | вища    | член Всеукраїнського об'єднання «Свобода»     | ТОВ «Еверест», директор                                           |
| 14                                                      | Глух Петро Васильович             | 02.11.2010            | середня | член Всеукраїнського об'єднання «Свобода»     | пенсіонер                                                         |
| 16                                                      | Коваль Галина Євгенівна           | 02.11.2010            | вища    | член Всеукраїнського об'єднання «Свобода»     | районна стоматполіклініка, лікар стомаголог                       |
| Політична партія Народний Рух України                   |                                   |                       |         |                                               |                                                                   |
| б/м                                                     | Островський Ігор Богданович       | 02.11.2010            | вища    | член Народного Руху України                   | тимчасово не працює                                               |
| б/м                                                     | Лихолат Ярослав Володимирович     | 02.11.2010            | вища    | член Народного Руху України                   | Управління економіки РДА, начальник                               |
| б/м                                                     | Жибак Мирон Миколайович           | 02.11.2010            | вища    | член Народного Руху України                   | Бережанський агротехнічний інститут, доцент                       |
| 9                                                       | Лещишин Галина Володимирівна      | 02.11.2010            | середня | член Народного Руху України                   | Народний дім с. Рай, завідувач                                    |
| 17                                                      | Захарків Олег Мирославович        | 02.11.2010            | вища    | член Народного Руху України                   | Львівський інститут державного управління, студент                |
| 18                                                      | Іванкевич Маркіян Левкович        | 02.11.2010            | середня | член Народного Руху України                   | районна стоматполіклініка, викладач                               |
| Політична партія «Наша Україна»                         |                                   |                       |         |                                               |                                                                   |
| б/м                                                     | Романишин Богдана Євгенівна       | 02.11.2010            | вища    | позапартійна                                  | приватний підприємець                                             |
| б/м                                                     | Маслій Роман Васильович           | 02.11.2010            | вища    | позапартійний                                 | Церква Пресвятої Трійці м. Бережани, співробітник                 |
| б/м                                                     | Гончар Петро Васильович           | 02.11.2010            | вища    | член Політичної партії «Наша Україна»         | ТОО ПП "Наща Україна, керівник виконавчого комітету               |
| 2                                                       | Механік Роман Іванович            | 02.11.2010            | вища    | член Політичної партії «Наша Україна»         | фізична особа-підприємець                                         |
| 4                                                       | Була Богдан Васильович            | 02.11.2010            | вища    | позапартійний                                 | Бережанська загальноосвітня школа № 2, директор                   |
| 6                                                       | Кізімович Євстахій Георгійович    | 02.11.2010            | середня | член Політичної партії «Наша Україна»         | пенсіонер                                                         |
| 7                                                       | Костів Ярослав Іванович           | 02.11.2010            | вища    | член Політичної партії «Наша Україна»         | фізична особа-підприємець                                         |
| 8                                                       | Кріль Василь Тарасович            | 02.11.2010            | вища    | член Політичної партії «Наша Україна»         | ВАТ «Бережани автотранс», голова правління                        |
| 15                                                      | Кріль Іван Миколайович            | 02.11.2010            | середня | член Політичної партії «Наша Україна»         | ПП «Пристиж+Я», інженер                                           |
| Політична партія «Українська платформа»                 |                                   |                       |         |                                               |                                                                   |
| 10                                                      | Кравець Микола Михайлович         | 02.11.2010            | вища    | член Політичної партії «Українська платформа» | фізична особа-підприємець                                         |
| Політична партія «Фронт Змін»                           |                                   |                       |         |                                               |                                                                   |
| б/м                                                     | Величко Сергій Михайлович         | 02.11.2010            | вища    | член Політичної партії «Фронт Змін»           | ЗП «WOG», начальник заправної станції                             |
| б/м                                                     | Пастух Володимир Євстахійович     | 02.11.2010            | вища    | член Політичної партії «Фронт Змін»           | УПФУ в Бережанському районі, головний спеціаліст                  |
| Українська Народна Партія                               |                                   |                       |         |                                               |                                                                   |
| б/м                                                     | Літвінов Віталій Іванович         | 02.11.2010            | вища    | член Української Народної Партії              | Бережанський агротехнічний інститут, старший викладач             |
| 1                                                       | Соломеїна Богдана Євгенівна       | 02.11.2010            | вища    | член Української Народної Партії              | Бережанська міська рада, секретар                                 |
| 3                                                       | Раєвський Іван Володимирович      | 02.11.2010            | вища    | член Української Народної Партії              | ВАТ «Бережанський хлібозавод», голова правління                   |
| 5                                                       | Бурдаш Андрій Євгенович           | 02.11.2010            | вища    | позапартійний                                 | тимчасово не працює                                               |
| 13                                                      | Грабар Роман Михайлович           | 02.11.2010            | середня | член Української Народної Партії              | МКП «Благо церій», водій                                          |